# 文汇阁
文汇阁，清代所建皇家藏书楼，典藏古今图书集成与四库全书。原址位于中国江苏省扬州天宁寺（现西园大酒店东侧停车场），建成于1780年(乾隆四十五年)，毁于1853年或1854年(咸丰三年或四年)。2007年扬州市政府曾有计划重建文汇阁，但一直未找到合适的地点，实际并未进行复建。2014年，一套复制版四库全书入藏原址附近的天宁寺万佛楼，并且万佛楼还将根据史料复原当年文汇阁的部分场景。

## 历史
天宁寺为康熙、乾隆南巡时驻扎在扬州的行宫，也是清代扬州府重要的文化场所之一，全唐诗与佩文韵府曾在康熙年间在此刊刻。乾隆四十五年（1780年）在天宁寺西园大观堂旁建成文汇阁，又名御书楼。起先只收藏有一套古今图书集成，而后又有一四库全书抄本送入阁中典藏。
文汇阁仿照宁波天一阁形式建造，共有三层，最下层中间藏有古今图书集成，书面黄色捐；下层两旁是四库全书经部，书面绿色绢；中层收藏四库全书经部，书面绿色绢；最顶层左边是子部，右边是集部，子部用玉色绢，集部用藕合色绢。卷帙较多的书整套放在楠木函中，一本两本的书用版片夹开，扎好，合并起来放进盒子，阁中共有书四万一千余册，楠木函6743个。阁上挂有御书「东壁流辉」匾额，阁右是修廊，阁前是卍字河，河旁有御碑亭。

## 维护
文汇阁及镇江的文宗阁由两淮盐运使负责经管，晒书等维护工作由地方绅士负责。嘉庆年间，地方人士因房屋漏雨和阁前河流干枯的缘由，具文要求修理文汇阁。

## 毁坏
咸丰三年（1853年），太平天国军攻至扬州附近。地方士绅恳请时任两淮盐运使刘良驹筹款将阁内图书移至深山中避难，但遭到拒绝。而后文汇阁及阁中图书在大火中付之一炬，起火时阁上扃钥尚且完固，一册书籍也未能抢救出来。文汇阁被火焚毁，一般认为是杨秀清率领的太平军所致，但咸同广陵史稿也指出可能为清兵所为。
虽然书与阁俱毁于火中，但仍有借出未还或者未燃烧尽的图书可能留存。太平天国战争结束后，有藏书家在镇江、扬州两地查访文汇阁、文宗阁两阁尚存的书籍，曾在泗州、泰州见到部分文汇阁残留图书。
光绪年间，地方官员有复建文汇、文宗阁的动议，但因财政吃紧作罢。

## 复建
2007年1月，扬州市政府通过纲要复建文汇阁。2011年6月，扬州市声明要在2014年建城2500周年之际，完成文汇阁的重建。但由于一直没有找到合适的地点，复建工程实际上并未开展。
虽然复建并未进行，但在2014年，一套原大原色原样出版的复制版文津阁本四库全书入藏天宁寺内的万佛楼。此外万佛楼还将根据史料复原当年文汇阁的部分场景。